# ヴィルヘルム・ベックマン

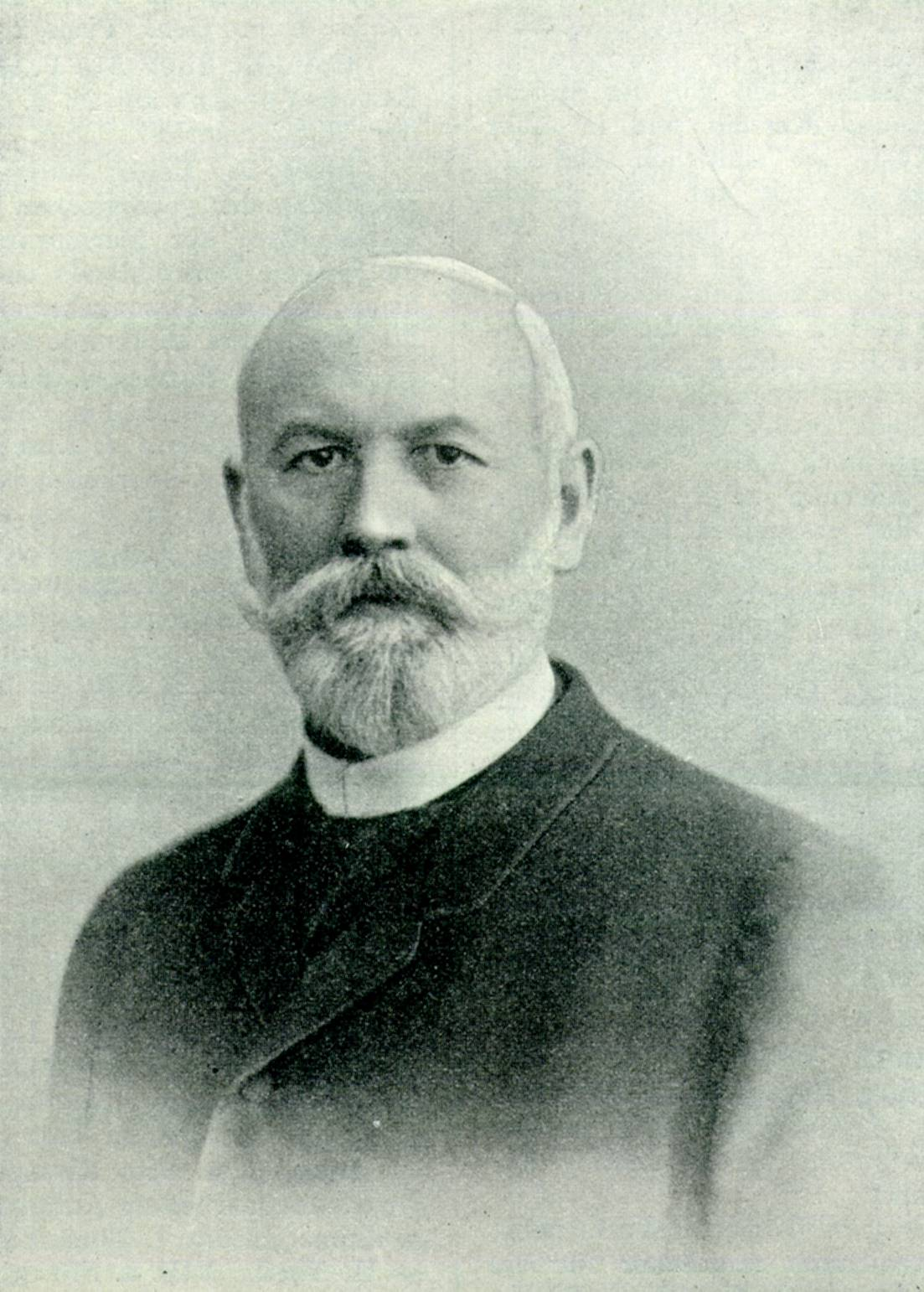
ヴィルヘルム・ベックマン

ヴィルヘルム・ベックマン(Wilhelm Böckmann、1832年1月29日 - 1902年10月22日)は、ドイツの建築家。1860年、ドイツでヘルマン・エンデとともに設計事務所を開設。日本政府の依頼により官庁集中計画を推進したことで知られる。

## 経歴
- エルバーフェルトで生まれる。父親と同じ名前で、その父は数学の教師。当地のギムナジウムに進学するが、その後2年間ほど大工の修行。さらに、実業学校に進学しなおし、同学校を首席卒業する。
- 1854年、建築家協会に入会。ベルリン・バウアカデミーに進学。また途中の1年間兵役につく。
- 1857年、のちのパートナー、ヘルマン・エンデと国外旅行を共にする。1858年、カール・フリードリヒ・シンケル記念設計競技1等入選。1859年、バウマイスター試験に合格する。
- 1860年からエンデと協働で建築設計事務所を開設。煉瓦を買い込んで普通法人として会社登録する。のちに故郷エルバーフェルトに支店を開設。
- 1864年と1965年、訪問したパリ都市計画に関して建築家協会で講演
- 1868年、仲間とともに建築雑誌 『ドイツ建築新聞（ドイツ語版）』創刊
- 1868年、ベルリンの計画に際し道路計画について批判、パリについても街区景観について非難。
- 1869年、建築家協会会長就任。1872年、自邸を手がける。
- 1886年、ジェームス・ホープレヒト、バウマイスターのR・フォークトらと来日。東京を近代国家の首都として整備しようとした明治政府に招聘され、2か月の間に東京の地形などを調査し、都市計画案、議事堂・司法省・裁判所の概略案を作成し、帰国した。ベックマンの都市計画案はパリやベルリンに匹敵するような壮大なバロック都市計画であったが、財政上困難であり、まもなく計画は縮小された。
- 1887年、ベルリンでまとめた議事堂などの設計案を持ってエンデが来日した。しかし、エンデ帰国の直後に外務大臣井上馨が辞任したことで官庁集中計画そのものが頓挫することになった。議事堂・司法省・裁判所の設計は続けられたが、1890年、エンデ・ベックマンとの契約も解除された。
- 1893年、ベルリン動物園協会理事。1897年からは会長。
- 1895年、エンデ・ベックマンの設計に基づく司法省・裁判所が竣工した。
- 1902年、枢密建築監督官授与。建築家協会名誉会員。
- 1902年、永眠
- ベルリン動物園内には、ベックマンの胸像が設置され功績をたたえられている。ベックマンは日本の官庁計画に関する記録として、「日本旅行記」、また回想録を残している。計画に際し、本国の協力の下で東京の山の手に地震観測所を設置。

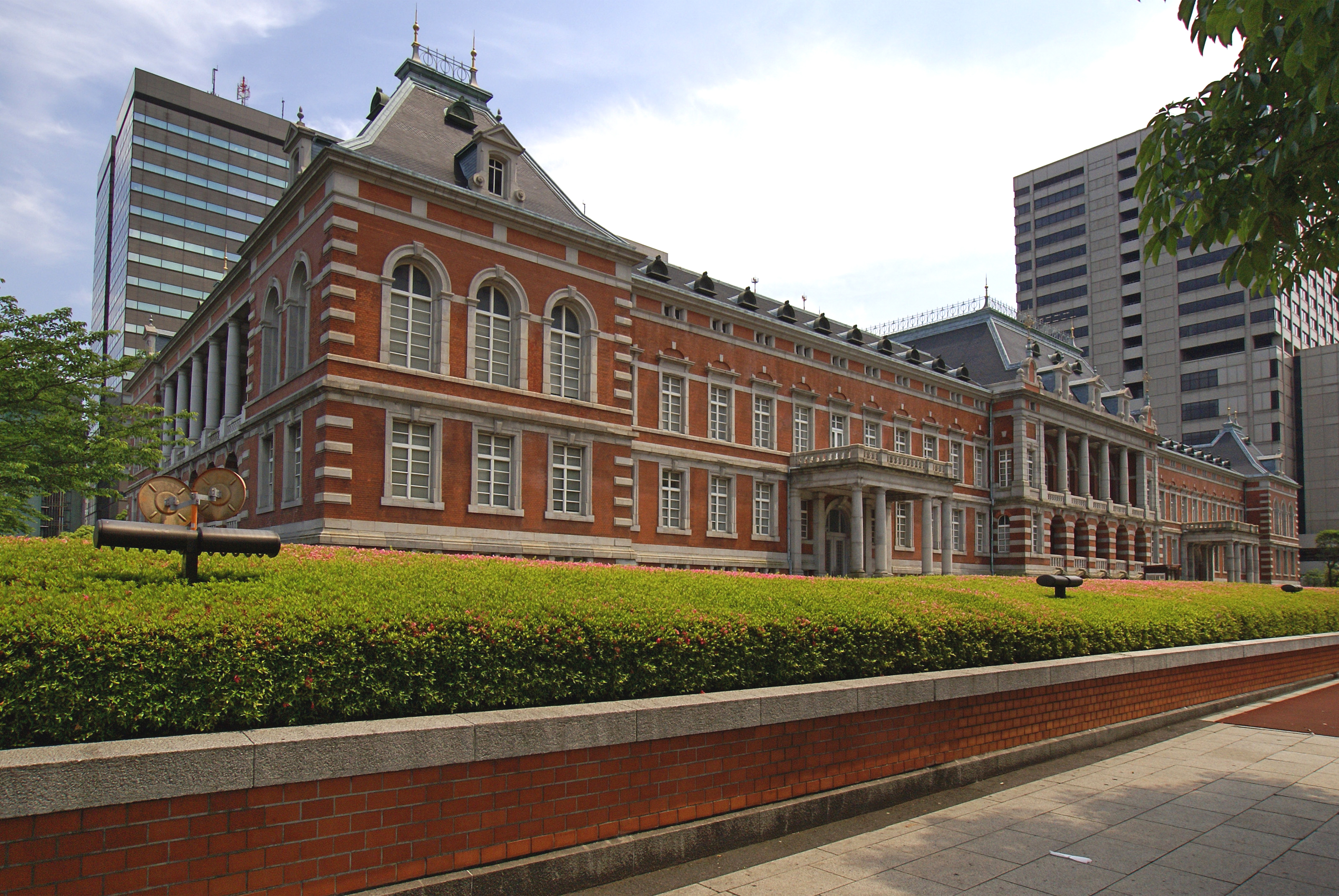
法務省旧本館

## 事務所の実績と作品
- 旧司法省庁舎（現存、法務省旧本館）
- 大審院庁舎（取壊）
- プロイセン技術建築局主催フランクフルト中央駅コンペティション（1880年）
- ヴィルヘルム1世記念碑設計競技（1890年）
- ヴィルヘルムスヘーエ郊外住宅地計画（ペーター・ヨセフ・レンネらと1866年）
- ベルリン大聖堂コンペティション（1868年）
- ドイチェスハウス協会集会所コンペティション（1887年）1等当選、実施
- プロイセン国会議事堂案第1次2等（1872年）
- ハンブルク市庁舎落選（1878年）
- プロイセン国会議事堂案第2次3等（1882年）
- ライプツィヒ裁判所落選（1885年）
- 旧ファン・デア・ハイト邸
- ゲルマニア保険生命会社社屋　1865年
- 住居付店舗ローテス・シュロス　1867年
- カブルーン邸　1867年
- ベルリン動物園動物舎　1870年-1873年
- プロイセン土地信用銀行　1874年
- ドイツウニオンバンク　1874年
- マイスナー邸　1876年
- ボルジビ邸　1875年
- グランドオテル・ド・ローム
- カフェ・バウアー　1876年
- レント邸　1882年
- 手形取引銀行増設　1881年
- 西プロイセン州議会建物　1882年
- 民族博物館　1885年
- デッサウ・皇太子宮殿　1886年
- ブランデンブルク州議会建物　1887年
- ダルムシュタット商工業銀行　1892年